# Kleinlützel
Kleinlützel (en francés Petit-Lucelle) es una comuna suiza del cantón de Soleura, localizada en el distrito de Thierstein. Limita al noreste con la comuna de Burg im Leimental (BL), al este con Röschenz (BL), al sur con Liesberg (BL) y Soyhières (JU), al oeste con Roggenburg (BL), y al noroeste con Kiffis (FR-68) y Wolschwiller (FR-68).